# Gustaf Adolf Löwenström
Gustaf Adolf Löwenström, ursprungligen Anckarström, född 8 juni 1764, död 25 mars 1813, var en svensk ryttmästare samt yngre bror till kungamördaren Jacob Johan Anckarström. 
Löwenström blev löjtnant vid änkedrottningens livregemente, ryttmästare vid adelsfanan 1786 samt tog avsked från aktiv militärtjänst 1805. Löwenström är mest känd för att vara grundaren av Löwenströmska sjukhuset 1811.
Han tillhörde ätten Anckarström men efter mordet på konung Gustav III 1792, för vilket brott hans äldre bror dömdes och avrättades för samma år, utbytte släkten med kungligt tillstånd släktnamnet till Löwenström.
Gift 1809 med Hedvig Augusta Ottiliana Ankarcrona (1784–1834). 